# Sângeorgiu de Mureș, Mureș
Sângeorgiu de Mureș (mai demult Sângeorzul de Murăș, în maghiară Marosszentgyörgy) este satul de reședință al comunei cu același nume din județul Mureș, Transilvania, România.

## Localizare
Localitatea este aproape legată de Târgu Mureș, situându-se la nord de acesta, pe drumul național DN 15 Târgu Mureș - Reghin.

## Geografie
Satul se află pe malul stâng a râului Mureș la nord-est de municipiul Târgu Mureș. Comuna face parte din Zona metropolitană Târgu Mureș. 
Sângeorgiu de Mureș este renumită pentru apele sale sărate și nămolul mineral, apa având cea mai mare concentrație de iod din Transilvania (11,4 mg/l). Băile se află la altitudinea de 320 metri și se întind pe o suprafață de peste 13 hectare. 

## Istoric
Conform Repertoriului Arheologic Național al Ministerului Culturii, în punctul numit Dealul Bunii, s-au descoperit următoarele locuiri civile tip așezări pe parcursul sondajelor efectuate în anii 1987, 1988 și 1989 de către Lazăr V.:
| Categorie/ Tip | Epoca (Datare)                                 | Cultura/ Faza culturală |
| Așezare        | Eneolitic                                      | Cucuteni - Ariușd       |
| Așezare        | Epoca bronzului timpuriu                       | Coțofeni                |
| Așezare        | Epoca bronzului timpuriu                       | Schneckenberg           |
| Așezare        | La Tène                                        | dacică                  |
| Așezare        | Epoca romană timpurie (sec. I-III d.Hr.)       | neprecizată             |
| Așezare        | Epoca migrațiilor (sec. III-VI d.Hr.)          | neprecizată             |
| Așezare        | Epoca migrațiilor (sec.VII-XI d.Hr.)           | neprecizată             |
| Așezare        | Epoca medievală timpurie (sec. X - XIII d.Hr.) | neprecizată             |

Satul Sângeorgiu de Mureș este atestat documentar prima dată în anul 1332 cu numele de Sancto Georgio în lista de zeciuială (dijmă) papală. Biserica romano-catolică a fost construită în partea a doua secolului al XIII-lea. Ulterior a fost modificată și reconstruită. În secolul al XVI-lea locuitorii satului au trecut la religie reformată rămânând așa până în anul 1720 când Dávid Petki a luat înapoi biserica cu forță. A fost atacat în anul 1661 de trupele turcești lui Ali. În anul 1675 în curtea castelului a principele Mihai Apafi I a omorât public pe Mihály Tóth pentru că a refuzat să îl ajute cu 100 de soldați.
Pe Harta Iosefină a Transilvaniei din 1769-1773 (Sectio 128), localitatea a apărut sub numele de „Marus Szent György”. 
În 9 februarie 1849 la marginea localității a fost omorât Constantin Romanu Vivu, prefectul Legiunii a XII-a a Mureșului de Sus, unul din cei mai de seamă conducători ai revoluției române din Transilvania din 1848. În cinstea revoluționarului, în septembrie 1989, a fost ridicat un monument pentru cinstirea memoriei acestuia, opera artistului Ion Vlasiu.
În 1850 la Sângeorgiu de Mureș locuiau 1.066 de persoane, dintre care 759 români, 194 maghiari și 113 țigani.
Apele sărate au fost descoperite la un foraj la mare adâncime (864 m) în anul 1912, pentru de gaz metan. În anul 1888 sunt menționate, ape sărate în fântâni,  într-un document sub denumirile de "Grădini" sau "Fântâni sărate".

## Obiective turistice
- Castelul Máriaffi (construit în anul 1870).
- Stațiunea balneară, situată la altitudinea de 350 m, cu ape minerale clorurate, sodice, iodurate, hipotone,concentrate și nămol mineral terapeutic și bază de tratament permanentă.Atestată în jurul anului 1880, prima mențiune scrisă care evidențiază calitățile terapeutice a apei sărate este din anul 1900, când avea 2 bazine cu apă sărată, cabine, restaurant cu camere de închiriat și parc.
- Rezervația naturală „Stejarii seculari de la Sângiorgiu de Mureș” (0,1 ha).

## Populație
La recensământul din 2011 au fost înregistrați 9304 locuitori, dintre care 4681 maghiari, 3435 români și 739 romi.

## Personalități
- Pál Bornemissza⁠(hu)[traduceți] (1853-1909), etnograf, cercetător, exploratorul Africii de Est și Sud, colaborator cu Muzeul Național din Budapesta și British Museum